# Arthur Lowe
Pour les articles homonymes, voir Lowe et Arthur Lowe (homonymie).
Arthur Holden Lowe est un joueur britannique de tennis né à Birmingham le 29 janvier 1886 et mort le 22 octobre 1956 à Londres. Il a pour frère Gordon Lowe.

## Palmarès (partiel)

### Titres en simple messieurs
| No | Date | Nom et lieu du tournoi       | Catégorie | Surface | Finaliste          | Score                   |  |
| -- | ---- | ---------------------------- | --------- | ------- | ------------------ | ----------------------- |  |
| 1  | 1913 | Tournoi de tennis du Queen's |           | NC      | Wallace F. Johnson | 7-5, 6-4, 4-6, 4-6, 6-4 |  |
| 2  | 1914 | Tournoi de tennis du Queen's |           | NC      | Percival Davson    | 6-2, 7-5, 6-4           |  |
| 3  | 1925 | Tournoi de tennis du Queen's |           | NC      | Henry Mayes        | 6-2, 9-7                |  |

### Finales en simple messieurs
| No | Date | Nom et lieu du tournoi       | Catégorie | Surface | Vainqueur          | Score              |  |
| -- | ---- | ---------------------------- | --------- | ------- | ------------------ | ------------------ |  |
| 1  | 1924 | Tournoi de tennis du Queen's |           | NC      | Algernon Kingscote | 3-6, 8-6, 6-3, 6-2 |  |
| 2  | 1926 | Tournoi de tennis du Queen's |           | NC      | Henry Mayes        | 6-3, 6-2           |  |

### Finales en double messieurs
| No | Date       | Nom et lieu du tournoi            | Catégorie | Surface      | Vainqueurs                  | Partenaire     | Score                   |  |
| -- | ---------- | --------------------------------- | --------- | ------------ | --------------------------- | -------------- | ----------------------- |  |
| 1  | 19-01-1919 | Australasian Championships Sydney | G. Chelem | Gazon (ext.) | Pat O'Hara Wood Ron Thomas  | James Anderson | 7-5, 6-1, 7-9, 3-6, 6-3 |  |
| 2  | 20-06-1921 | The Championships Wimbledon       | G. Chelem | Gazon (ext.) | Randolph Lycett Max Woosnam | Gordon Lowe    | 6-3, 6-0, 7-5           |  |

## Autres performances

### Finales en simple
Finaliste aux Championnats de France sur courts couvert en 1909 et 1910 face à Max Decugis (0-6, 6-1, 6-2, 6-2) et (6-0, 6-3, 3-6, 6-3).
Finaliste du Yorkshire Championships à Scarborough en 1907 contre Walter Crawley (6-1, 6-3).

## Parcours en Grand Chelem
Il joue 19 années au Tournoi de Wimbledon sur une période de 24 ans de 1906 à 1929 (de sa 20e années à ses 43 ans), seules les années de guerre l'empêcheront de jouer de 1915 à 1918, mais aussi en 1923. Il atteint la demi-finale en 1910 où il perd contre Beals Wright (6-3, 3-6, 6-4, 6-4).

En double il est finaliste en 1921 avec Gordon Lowe face à Randolph Lycett et Max Woosnam.
(6-3, 6-0, 7-5)
Il participe à l'édition 1919 de l'Open d'Australie où il atteint la demi-finale en simple, qu'il perd contre Eric Pockley (6-4, 6-3, 6-1), après avoir notamment battu Pat O'Hara Wood en quart (6-3, 6-2, 6-2).

En double il atteint la finale avec l'australien James Anderson contre la paire australienne Pat O'Hara Wood / Ron Thomas (7–5, 6–1, 7–9, 3–6, 6–3).

## Parcours en Coupe Davis
Il joue en Coupe Davis en 1911 (finale), 1914 (finale) et 1919 ou il joue le Challenge Round (joué en janvier 1920), perdu contre l'Australasie.

Pour ce fait son nom est gravé sur le Saladier d'Argent (trophée de la Coupe Davis).

## Parcours aux Jeux olympiques
Il joue le tournoi Olympique indoor de Stockholm en 1912 où il perd contre André Gobert (futur médaillé d'or) en quart de finale.

Il joue aussi le double indoor avec son frère Gordon Lowe, ils perdent en quart de finale contre la paire française médaillé d'or André Gobert et Maurice Germot, après avoir mené 2 sets à 0, score final 6-3, 8-6, 4-6, 3-6, 2-6